# Provincia eclesiástica de Tarragona

Archidiócesis de Tarragona
Sufragáneas

La provincia eclesiástica de Tarragona es una demarcación territorial eclesiástica que constituye una de las 14 provincias eclesiásticas de España. Está basada en la antigua provincia romana Tarraconense. Se fue perfilando durante los siglos IV, V y VI, pero fue el papa León I el Magno, en el 417, quién estableció una organización eclesiástica inspirada en la estructura administrativa del imperio romano, con provincias lideradas por los metropolitanos y diócesis presididas por obispos, tal como se conoce actualmente.

## Capitalidad de Tarragona
La capitalidad eclesiástica de Tarraco se debe a varias circunstancias:
- Su presencia en tiempos del imperio romano, que dio nombre a la provincia hispana Tarraconensis, de la cual fue capital.
- Fue testigo martirial del obispo de Tarraco, Fructuoso, quemado vive en el anfiteatro de la ciudad junto con sus dos diáconos, en el 259.
- La tradición sobre el origen apostólico de la Iglesia de Tarragona, que habría recibido del apóstol Pablo el primer anuncio de la fe cristiana.
- Relacionado con la memoria de santo Pablo, el culto a su discípula Tecla, que se inició en la ciudad después de la invasión sarracena.

## Historia
El obispo de Tarragona Titianus fue el primer obispo de Hispania denominado metropolitano. Él convocó el primer concilio provincial Tarraconense (año 419). Después de la invasión de los árabes, la Iglesia de Tarraco quedó imposibilitada para ejercer su función metropolitana, y las diócesis de la antigua provincia eclesiástica Tarraconense pasaron a depender provisionalmente del arzobispo metropolitano de Narbona, hasta que Tarragona no fuera liberada del dominio árabe y puesta bajo el imperio franco.
El año 1089, Tarragona, que había quedado abandonada durante un siglo como espacio fronterizo entre los dos dominios —el franco y el sarraceno—, inicia su repoblación dentro del proceso conocido como la reconquista del dominio musulmán. Conseguida esta nueva situación, el papa Urbano II, con la bula Inter primas Hispaniarum urbes, de 1 de julio de 1091, restituyó en Tarragona la sede arzobispal con su antigua dignidad eclesiástica de metropolitana, y nombró primer arzobispo de la archidiócesis restaurada al obispo de Vic, Berenguer Sunifred de Lluçà.
A esta sede fueron encomendadas las diócesis que, ya liberadas de la dominación musulmana o en proceso de serlo, habían pertenecido a la antigua provincia eclesiástica Tarraconense. La restauración de la sede metropolitana de Tarragona fue obra de las largas y complejas negociaciones del referido obispo de Vic con el Papa y otras instancias eclesiásticas y políticas. Después de la muerte de Berenguer Sunifred, la sede de Tarragona quedó vacante (entre 1099 y 1117), hasta que fue nombrado nuevo arzobispo metropolitano el obispo de Barcelona, Oleguer.

## Organización territorial

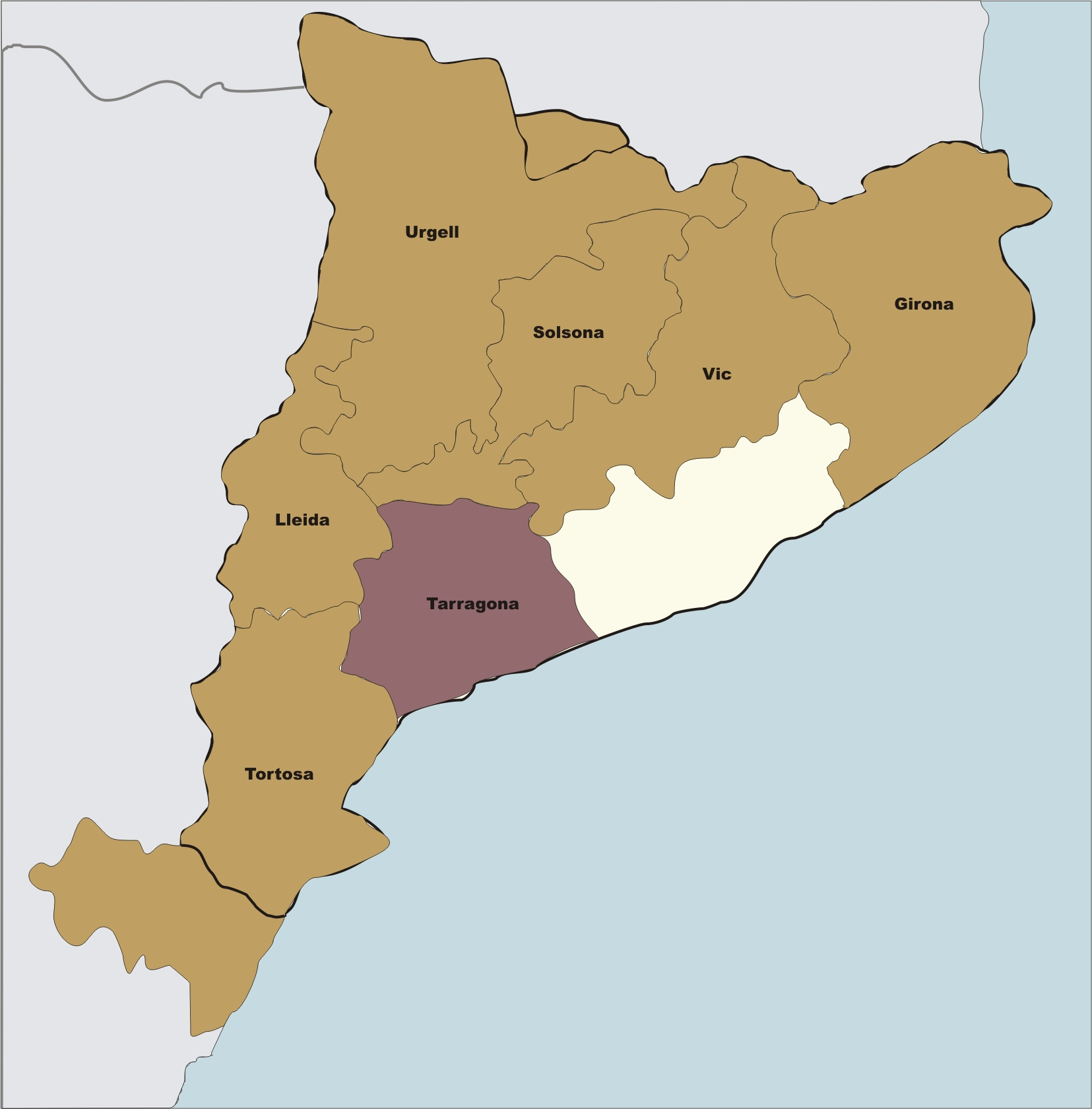
Mapa de la Provincia eclesiástica Tarraconense, con el territorio andorrano incluido

Actualmente, cuenta con las diócesis de: 
- Tarragona (259)
- Gerona (397-400)
- Lérida (419)
- Tortosa (516)
- Vich (516)
- Urgel (527)
- Solsona (1597).

En otros tiempos contó con diócesis que a lo largo de la historia habían formado parte de la provincia eclesiástica y que terminaron pasando a otra provincia o desaparecieron: Egara (actual diócesis de Tarrasa), Empúries, Menorca, Mallorca, Ibiza, Valencia, Roses, Huesca, Zaragoza, Tarazona, Calahorra, Pamplona, Oca (Burgos), Amaia y Segia (Valle del Ebro), Alessanco o Alisana (Rioja), Elna, Barcelona.

### Datos de la provincia eclesiástica
El arzobispo de Tarragona es el metropolitano de la provincia y tiene autoridad limitada sobre las diócesis sufragáneas.
| Provincia eclesiástica de Tarragona | Provincia eclesiástica de Tarragona | Provincia eclesiástica de Tarragona |
| Catedral                            | Advocación                          | Diócesis                            |
| ----------------------------------- | ----------------------------------- | ----------------------------------- |
| Catedral de Tarragona               | Santa Tecla                         | Tarragona                           |
| Catedral de Gerona                  | Virgen María                        | Gerona                              |
| Catedral de Lérida                  | Asunción de María                   | Lérida                              |
| Catedral de Urgel                   | Virgen María                        | Urgel                               |
| Catedral de Solsona                 | Virgen María                        | Solsona                             |
| Catedral de Vich                    | San Pedro                           | Vich                                |
| Catedral de Tortosa                 | Virgen María                        | Tortosa                             |

Actualmente, la provincia tiene alrededor de 459 parroquias, abarca unos 32.577 km² en donde habitan aproximadamente 2.766.106 de personas de las cuales el 87,94% son católicos.
| Datos comparativos entre las diócesis de la provincia  | Datos comparativos entre las diócesis de la provincia | Datos comparativos entre las diócesis de la provincia | Datos comparativos entre las diócesis de la provincia | Datos comparativos entre las diócesis de la provincia | Datos comparativos entre las diócesis de la provincia |
| ------------------------------------------------------ | ----------------------------------------------------- | ----------------------------------------------------- | ----------------------------------------------------- | ----------------------------------------------------- | ----------------------------------------------------- |
| Diócesis                                               | Erigida                                               | Área(km²)                                             | % C.                                                  | Población total                                       | P.                                                    |
| Tarragona                                              | siglo I                                               | 3.095                                                 | 83,9                                                  | 619.538                                               | 200                                                   |
| Gerona                                                 | siglo IV                                              | 4.705                                                 | 81,3                                                  | 851.640                                               | 395                                                   |
| Lérida                                                 | siglo IV                                              | 2.977                                                 | 87,2                                                  | 236.525                                               | 125                                                   |
| Urgel                                                  | siglo IV                                              | 7.630                                                 | 96,4                                                  | 216.337                                               | 363                                                   |
| Solsona                                                | 19 de julio de 1593                                   | 3.536                                                 | 87,9                                                  | 141.800                                               | 174                                                   |
| Vich                                                   | siglo V                                               | 4.184                                                 | 94,4                                                  | 409.500                                               | 250                                                   |
| Tortosa                                                | siglo IV                                              | 6.450                                                 | 84,5                                                  | 290.766                                               | 141                                                   |
| Total                                                  | Total                                                 | 32.577                                                | 87,94                                                 | 2.766.106                                             | 1648                                                  |
| P.=Número de parroquias; % C.=Porcentaje de católicos; |                                                       |                                                       |                                                       |                                                       |                                                       |

## Conferencia Episcopal Tarraconense
La Conferencia Episcopal Tarraconense (CET) es la agrupación de los obispos de la Provincia eclesiástica Tarraconense con la Provincia eclesiástica de Barcelona, que se constituyó el 1969. En concreto, incluye las archidiócesis de Tarragona y Barcelona, así como las diócesis de Gerona, Lérica, Vich, Tortosa, Urgel, Solsona, Tarraa y San Felíu. El presidente de la CET es el arzobispo de Tarragona. Es la solución adoptada por las diócesis catalanas para poder actuar conjuntamente, puesto que teóricamente tanto la provincia eclesiástica Tarraconense, como la de Barcelona, tendrían que dar cuentas de manera separada e individual a la Conferencia Episcopal Española.
La Conferencia Episcopal Tarraconense está a la espera de la aprobación, por parte de la Santa Sede, que dará personalidad jurídica conjunta a las diez diócesis catalanas, en cumplimiento a aquello que se pedía en la resolución n. 142 del Concilio Provincial Tarraconense, celebrado el junio del 2005. Esta resolución pedía encontrar "de acuerdo con la Conferencia Episcopal Española, la correspondiente solución jurídica, en orden a una acción evangelizadora y pastoral más eficaz y a una presencia eclesial más significativa en Cataluña, bono y manteniendo la relación institucional con la Conferencia Episcopal Española".

## Episcopologio
- Ver Lista de Obispos y Arzobispos de Tarragona
- Ver Lista de Obispos de Solsona
- Ver Lista de Obispos de Vich
- Ver Lista de Obispos de Gerona
- Ver Lista de Obispos de Urgel
- Ver Lista de Obispos de Lérida
- Ver Lista de Obispos de Tortosa